# Kamikakushi

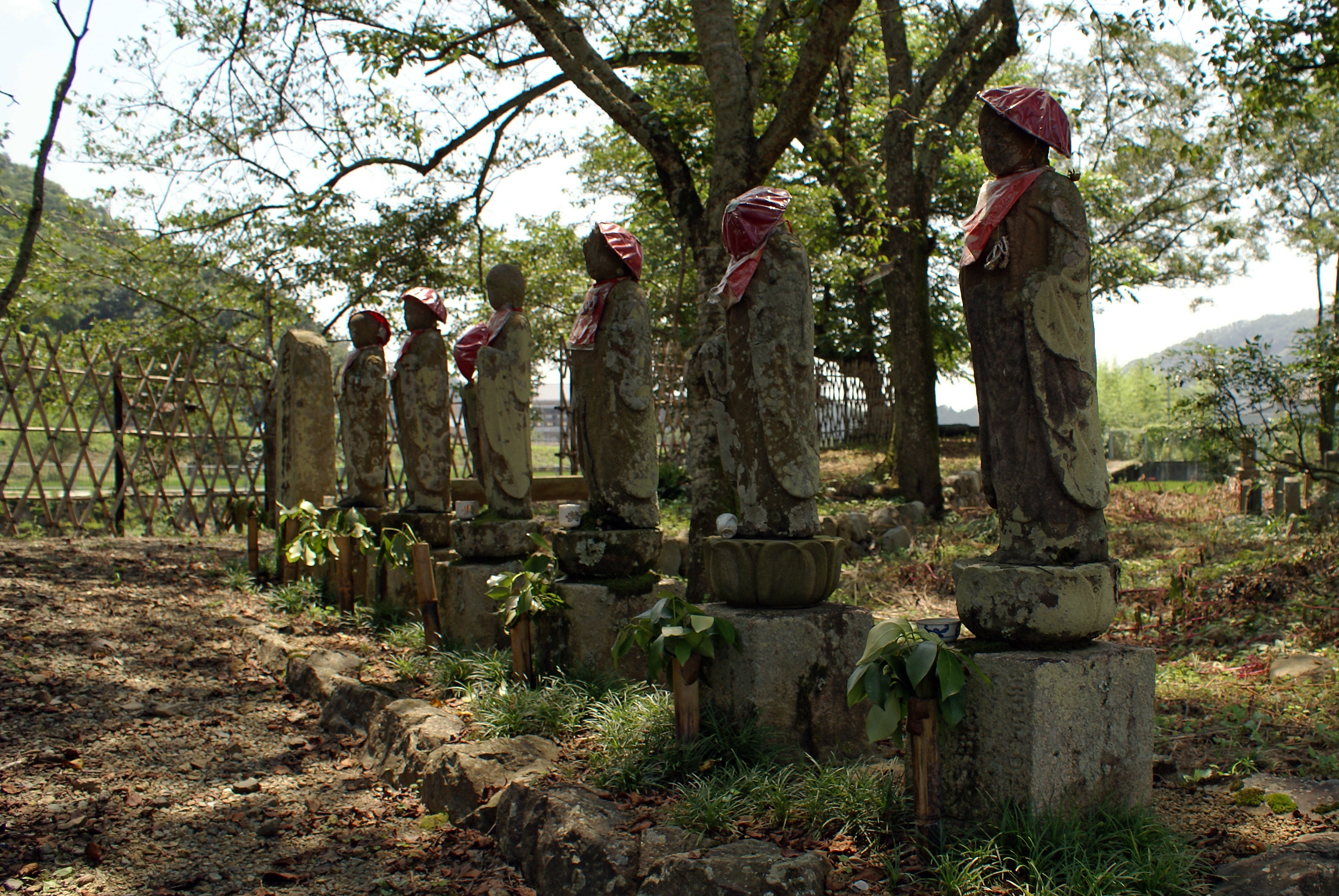
Statues de kamikakushi.

Kamikakushi (神隠し, litt. « caché par Kami ») est une expression japonaise utilisée pour signifier la disparition mystérieuse, ou la mort, d'une personne à cause de la colère d'une divinité. 

## Principe
Il est raconté que dans l'Ancien Japon, des enfants disparaissaient souvent et étaient retrouvés bien des années plus tard dans des tombeaux ou des temples.
Dans la mythologie japonaise, ces enlèvements sont généralement dus à des divinités capricieuses, les yōkai ou les tengu.
Le thème du kamikakushi a par ailleurs été revisité par le réalisateur Hayao Miyazaki dans son film d'animation Le Voyage de Chihiro dont le titre original est Sen to Chihiro no kamikakushi (千と千尋の神隠し, soit « Le kamikakushi de Sen et Chihiro »).